# Mioscarta semperi
Mioscarta semperi är en insektsart som beskrevs av Jacobi 1905. Mioscarta semperi ingår i släktet Mioscarta och familjen spottstritar. Inga underarter finns listade i Catalogue of Life.